# Torsten Hiekmann

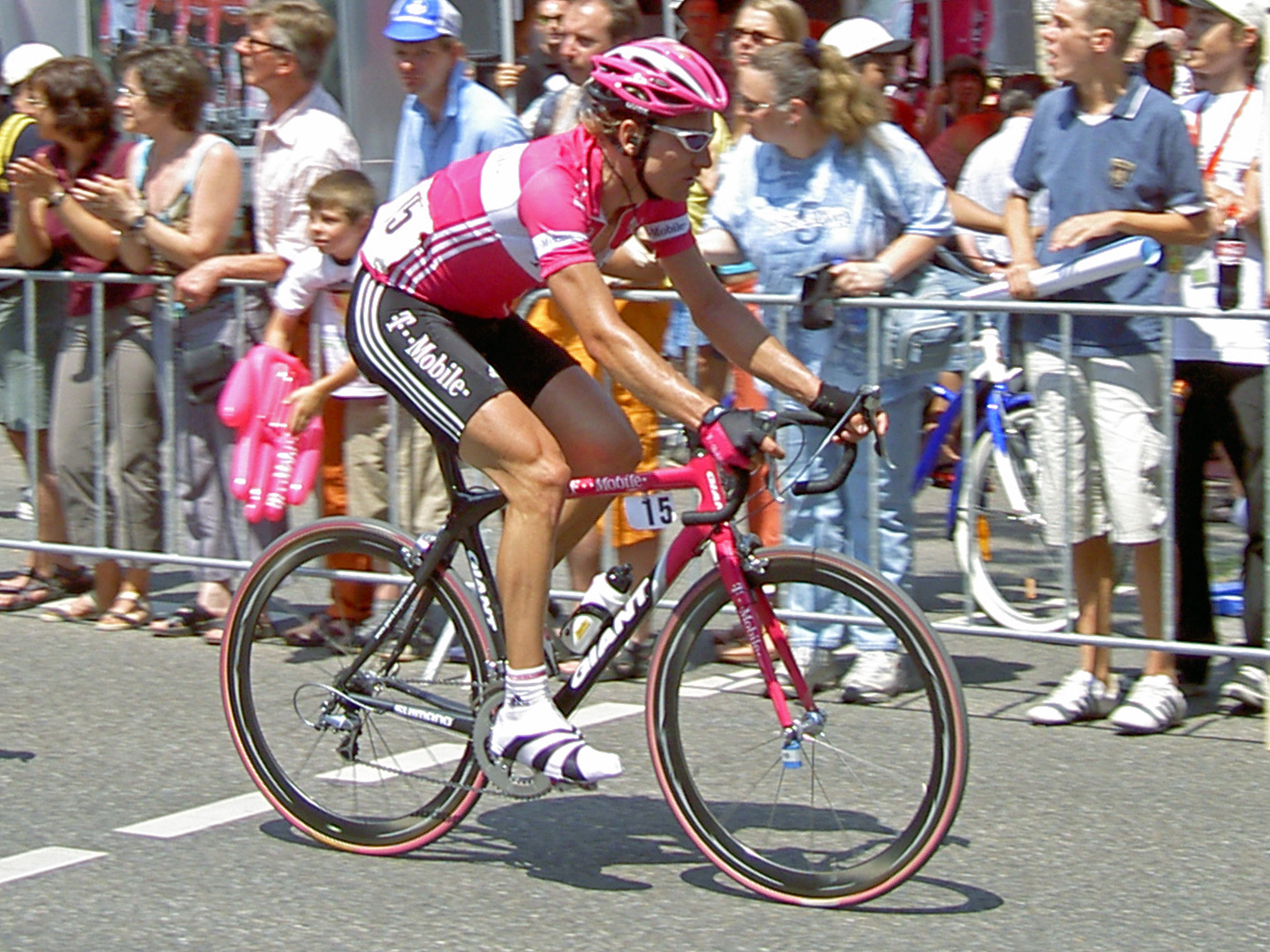
Deutsche Straßen-Radmeisterschaften 2005

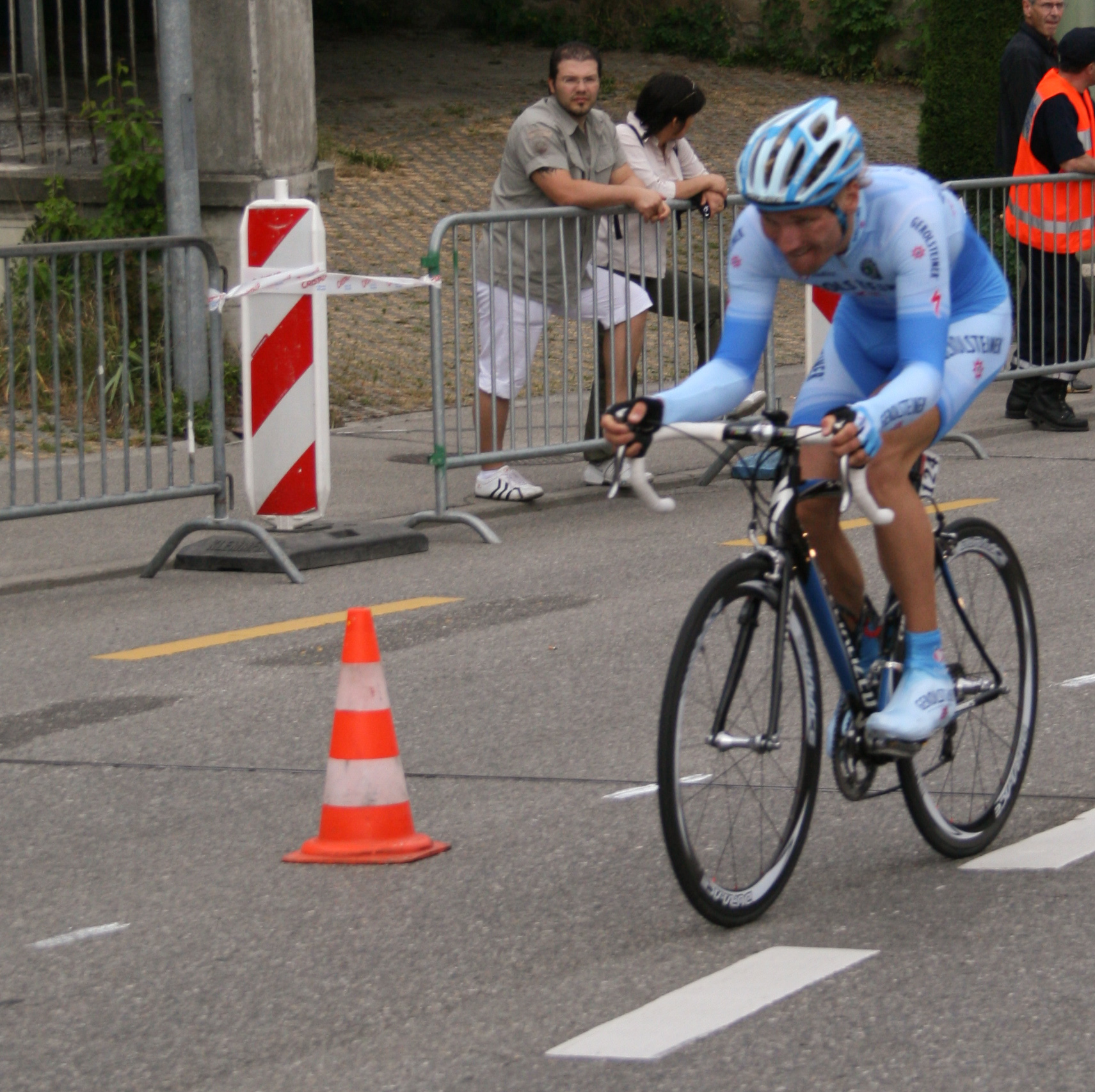
Torsten Hiekmann bei der Tour de Romandie 2007

Torsten Hiekmann (* 17. März 1980 in Berlin) ist ein ehemaliger deutscher Radrennfahrer.
Hiekmann wurde 1996 und 1997 bei der Jugend bzw. den Junioren jeweils Deutscher Querfeldeinmeister. Bei den Juniorenweltmeisterschaften 1997 gewann er den Titel im Einzelzeitfahren und im Folgejahr die Silbermedaille in derselben Disziplin.
Nach verschiedenen Erfolgen bei internationalen Radrennen während seiner Zeit als U23-Fahrer erhielt er 2001 einen Vertrag beim Team Telekom, bei dem er bis zu seinem Wechsel zum Team Gerolsteiner im Jahr 2006 blieb. Während seiner Karriere bei diesen internationalen Radsportteams gewann er 2003 den GP Schwarzwald und 2006 eine Etappe der Regio-Tour, die er auf dem zweiten Platz der Gesamtwertung beendete. Ebenfalls Zweiter wurde er 2004 bei der Luxemburg-Rundfahrt mit sechs Sekunden Rückstand auf Maxime Monfort. Hiekmann bestritt während seiner Karriere viermal die Vuelta a España und zweimal den Giro d’Italia und konnte diese sechs Grand Tours fünfmal beenden. Seine beste Gesamtwertungsplatzierung war Rang 49 beim Giro d’Italia 2002.
Nach Ende der Saison 2007 beendete Hiekmann seine Karriere als Radrennfahrer. Nach seiner Karriere als Leistungssportler arbeitet er als Coach und Bikefitter in seinem eigenen Unternehmen und betreut Sportler, schreibt Trainingspläne für Radsportler und Triathleten.
Sein Vater Gunter Hiekmann war als Radrennfahrer in der DDR aktiv.

## Erfolge
1996
- Deutsche Querfeldeinmeisterschaft (Jugend)

1997
- Deutsche Querfeldeinmeisterschaft (Junioren)
- Straßen-Weltmeisterschaften – Einzelzeitfahren (Junioren)

1998
- Gesamtwertung Internationale 3-Etappen-Rundfahrt
- Straßen-Weltmeisterschaften – Einzelzeitfahren (Junioren)

1999
- eine Etappe Le Triptyque des Monts et Châteaux - Frasnes
- Deutsche Bergmeisterschaften

2000
- Nachwuchswertung Niedersachsen-Rundfahrt
- Eschborn-Frankfurt City Loop (U23)

2003
- GP Schwarzwald

2006
- eine Etappe Regio-Tour